# Студенческое (Северо-Казахстанская область)
Студенческое (каз. Студенческое) — упразднённое село в Тимирязевском районе Северо-Казахстанской области Казахстана. На момент упразднения входило в состав Интернационального сельсовет. Ликвидировано в 1978 году.

## География
Располагалось у безымянного озера расположенного к северо-западу от озера Малдыколь, в 13 км (по прямой) к юго-востоку от районного центра  села Тимирязево.

## История
Указом ПВС Казахской ССР от 16.08.1971 года посёлку отделения № 2 совхоза «Интернациональный» присвоено наименование село Студенческое.
Решением Северо-Казахстанского облисполкома от 20.04.1978 года село исключено из учётных данных, как фактически не существующее.